# Roberta Floris
Roberta Floris (Cagliari, 27 de abril de 1979) es una periodista, presentadora de televisión y ex modelo italiana.

## Biografía
Roberta Floris nació el 27 de abril de 1979 en Cagliari, capital de Cerdeña, de padre Giorgio Floris y madre Caterina Placco y es la tercera de tres hijas, una de las cuales se llama Rosanna. No hay que confundirse con el primer homónima, Roberta Floris (esposa del actor Lorenzo Flaherty y hija del senador Emilio Floris), y ambas son nietas del político y sindicalista Mario Floris.

## Carrera
Roberta Floris asistió a la escuela secundaria en el liceo classico Giovanni Maria Dettori en Cagliari. En 1998 apenas terminar el bachillerato y obtener un diploma, decide matricularse en Derecho en la facultad de derecho de la Universidad de Cagliari, obteniendo su título con una tesis titulada Un derecho constitucional a la televisión de calidad. Inscrita en el registro de periodistas de Cerdeña en la categoría Profesional, desde el 19 de junio de 2014 se convirtió en periodista profesional.
En 1997 participó en el certamen de belleza Miss Italia, donde ocupó el cuarto lugar.
En 2008, tras varias experiencias televisivas, empieza a trabajar en Cerdeña como periodista de TG1 para la cadena autonómica Sardegna Uno, donde conduce y prepara los informativos; firma de servicios en profundidad; cura una columna semanal y colabora en la realización de la emisión de noticias, economía y política del periódico. Debido a los resultados obtenidos durante el año, la redacción de Sardegna Live decidió incluir a Roberta entre las candidatas al Premio Sardegna Live en la categoría Il Sardo del año 2018.
En 2012 se mudó a Roma, comenzando su carrera nacional. Comienza a trabajar en una emisora privada de ámbito nacional, en la que ocupa el cargo de responsable del sector institucional, atendiendo el espacio informativo de un canal digital terrestre, atendiendo el área de prensa y colaborando en la organización de eventos relacionados con la mundo de las comunicaciones.
Posteriormente participa en el curso de formación de periodistas profesionales, organizado por la Orden Nacional. Escribe artículos sobre temas socioeconómicos, culturales y turísticos, coordinando y moderando debates.
En 2013 fue elegida para dirigir la presentación pública del Santo Padre, el Papa Francisco, con motivo de la visita pastoral a Cerdeña. Ese mismo año entra a trabajar en la Autoridad de Garantías de las Comunicaciones, en la plantilla del Comisionado de Infraestructuras y Redes, Antonio Preto.
En 2016 ganó el Premio Pentapolis en la categoría Periodistas por la sustentabilidad. El 19 de septiembre de 2018 fue entrevistada por Gigi Marzullo en el programa Sottovoce, transmitido por Rai 1. En 2017 y 2018 trabajó como presentadora y corresponsal en la redacción de TGcom24. En 2018 y 2019 condujo la transmisión de TG4 en Rete 4 y luego de 2019 a 2021 realizó la transmisión de Studio Aperto en Italia 1. Al mismo tiempo, además de dirigir Studio Aperto, también ocupó el cargo de corresponsal.
En 2018, tras pasar a News Mediaset, dirigió una columna TG4 titulada L'almanacco di Retequattro en Rete 4, con la que alternaba semanalmente con Viviana Guglielmi. La columna ofrecía toda una serie de servicios dedicados a la alimentación, el bienestar, el clima, el estilo de vida y el cotilleo. El 17 de mayo de 2019 presentó la final de la sexta edición de ContaminationLab, en el teatro Massimo de Cagliari. El 30 de junio del mismo año creó un servicio para el L'arca di Noé, una columna TG5 emitida todos los domingos a las 13:40 en Canale 5. El 28 de enero de 2020 moderó el proyecto Caserme Verdi en Cagliari.
Desde 2020 es contratada en la redacción de TG5 en Roma (donde ya había trabajado en la redacción en 2015 y 2016), bajo la dirección de Clemente J. Mimum, donde desde 2020 lidera la TG5 Prima Pagina emitido en Canale 5 y luego de nuevo desde 2020 lidera la edición de 8:00 de TG5, mientras que de 2020 a 2022 también condujo la edición Flash al aire a las 10:50, mientras que en 2022 y en 2023 lideró la edición de las 13:00 horas del TG5 y antes de esta última edición también acogerá la emisión de la edición Flash a las 10:50 horas. Además de conducir las noticias, también desempeña el papel de corresponsal. En 2021 obtuvo el Premio Féminas en la categoría Comunicación.
En 2022 para celebrar los treinta años de historia de TG5, 15 de enero fue entrevistada junto a sus colegas Simona Branchetti y Susanna Galeazzi en el programa Verissimo emitido en Canale 5 con la conducción de Silvia Toffanin. El 28 de mayo del mismo año realizó la ceremonia de entrega de la tercera edición del Premio Costa Smeralda, en el Palacio de Congresos de Porto Cervo. El 13 de agosto siguiente volvió a Porto Cervo con motivo de las celebraciones de los sesenta años del Costa Smeralda.

## Programas de televisión
| Año          | Título                     | Cadeña       |
| ------------ | -------------------------- | ------------ |
| 1997         | Miss Italia                | Rai 1        |
| 2008-2012    | TG1                        | Sardegna Uno |
| 2012         | TG33                       | ABC          |
| 2018-2019    | TG4                        | Rete 4       |
| 2018         | L'almanacco di Retequattro | Rete 4       |
| 2019-2021    | Studio Aperto              | Italia 1     |
| 2019         | L'arca di Noè              | Canale 5     |
| 2020-present | TG5                        | Canale 5     |
| 2020-present | TG5 Prima Pagina           | Canale 5     |
| 2020-2022    | TG5 Flash                  | Canale 5     |

## Redacciones
| Año                     | Título        | Cadeña       |
| ----------------------- | ------------- | ------------ |
| 2008-2012               | TG1           | Sardegna Uno |
| 2012                    | TG33          | ABC          |
| 2017-2018               | TGcom24       | TGcom24      |
| 2018-2019               | TG4           | Rete 4       |
| 2019-2021               | Studio Aperto | Italia 1     |
| 2015-2016, 2020-present | TG5           | Canale 5     |

## Premios y nominaciones
| Año  | Premio                | Categoría                          |
| ---- | --------------------- | ---------------------------------- |
| 2016 | Premios Pentapolis    | Periodistas por la sustentabilidad |
| 2018 | Premios Sardegna Live | Cerdeña del año 2018               |
| 2021 | Premios Fèminas       | Comunicación                       |